# Tuğba Melis Türk
Tuğba Melis Türk (* 7. September 1990 in Sofia) ist eine türkische Schauspielerin und Model.

## Leben und Karriere
Tuğba Melis Türk wurde am 7. September 1990 in Sofia geboren. Später zog sie mit ihrer Familie in die Türkei. 2011 nahm sie an dem Wettbewerb Best Model of Turkey und bekam den ersten Platz.  Ihr Debüt gab sie 2004 in der Fernsehserie Büyük Buluşma. Danach trat sie 2007 in der Serie  Bez Bebek auf. Anschließend spielte sie 2010 in dem Film  Cehennem 3D mit.
Außerdem bekam sie 2013 in Kaçak eine Nebenrolle. Von 2013 bis 2014 war Türk in der Serie  Krem zu sehen. Außerdem wurde sie 2014 für die Serie Hatasız Kul Olmaz gecastet. 2021 bekam Türk eine Rolle in dem Film Aşka Dair.

## Filmografie
Filme
- 2011: Kolpaçino: Bomba
- 2021: Aşka Dair

Serien
- 2004: Büyük Buluşma
- 2006: Arka Sokaklar
- 2007: Annem
- 2011: Adını Feriha Koydum
- 2013: Leyla ile Mecnun
- 2013: Sana Bir Sır Vereceğim
- 2013: Kaçak
- 2013–2014: Merhamet
- 2016: Muhteşem Yüzyıl: Kösem
- 2017: Fazilet Hanım ve Kızları
- 2017: Tutsak

Sendungen
- 2020: Survivor Türkiye